# Rosenstolz
 (septembre 2018).
Si vous disposez d'ouvrages ou d'articles de référence ou si vous connaissez des sites web de qualité traitant du thème abordé ici, merci de compléter l'article en donnant les références utiles à sa vérifiabilité et en les liant à la section « Notes et références ».
Rosenstolz est un groupe de rock allemand, originaire de Berlin. 
Il est formé de la chanteuse de l'ex-Berlin-Est, AnNa R., et du compositeur et chanteur de l'ex-Allemagne de l'Ouest (RFA), Peter Plate. Les titres chantés en allemand proposent un mélange de pop et de rock, avec des textes pouvant être mélancoliques, mais aussi assez crus, voire érotiques. On[Qui ?] qualifie souvent le style musical de Rosenstolz de Mondänpop (la pop mondaine).

## Biographie
À ses débuts, Rosenstolz jouait devant un petit public, provenant souvent de la Szene. Ils donnent leur premier concert en octobre 1991 dans la Galerie Bellevue à Berlin avec à peine 30 visiteurs. Lors d'un de leur concert dans le centre gay de Berlin SchwuZ, le culte grandit. Celle qui se comportait en diva, AnNa R., est née le 25 décembre 1969 à Berlin-Friedrichshain et a grandi dans une famille juive à Berlin-Est. 
L'examen d'entrée à l'École de musique de Friedrichshain est un échec, peut-être aussi parce qu'elle se présenta avec une chanson de Whitney Houston. Avant d'entamer sa carrière de chanteuse, elle travailla comme laborantine et comme vendeuse de musique pour financer son apprentissage musical. AnNa R. fut celle qui imposa le nom de « Rosenstolz ». Peter Plate avait tout d'abord proposé comme nom du duo leurs initiales « A&P », sûrement aussi comme allusion ironique à une marque de produits d'une supermarché allemand.  Depuis 2002, elle est mariée à Nilo Neuenhofen, qui guide la régie dans de nombreux clips du groupe (par exemple : Ich will mich verlieben).
Ouvertement homosexuel, Peter Plate est né le 1er juillet 1967 à New Delhi. Avant d'emménager à Berlin en 1990, il a vécu de nombreuses années à Goslar et à Brunswick. Avant la création de Rosenstolz, Peter Plate a cherché à se lancer en tant que chanteur solo. Il sort ainsi deux albums en 1989, uniquement distribués en cassettes avec un tirage limité. En 1991, il se produit en solo sur la chaîne de télévision de Berlin FAB, dans le magazine gay de l'époque Andersrum. Il y chante une chanson ayant pour titre Mutter, Du hast mich verlassen (Maman, tu m'a quitté)... affichant complet, un concert devant environ 10 000 spectateurs à Novossibirsk en mai 1997 (sur invitation de l'Institut Goethe) ainsi que la sélection en 1998 à la finale nationale de l'Eurovision, où ils atteignent la 2e place. 
La chanson Liebe ist alles est adaptée en 2005 pour le chanteur Grégory Lemarchal. La chanson devient Je deviens moi. Une adaptation anglaise Let there be Love sort en 2011 chanté par Melanie C.
En 2005 également, Peter Plate compose une chanson pour Patricia Kaas (Herz eines Kämpfers, « Cœur d'un combattant »). AnNa et Peter ont sorti un CD en 2006, Das Grosse Leben, qui a donné son nom à leur tournée de concerts. Wie weit ist vorbei est le premier extrait de Die Suche geht weiter, album sorti fin 2008. Rosenstolz contribue au film Summer Storm (2004), consacré à la question du coming out, en composant la chanson Willkommen de l'album Herz.

## Discographie
- 1992-1993 : Soubrette werd' ich nie - Polydor (limité à 100 pièces)
- 1994 : Nur einmal noch - Traumton/Indigo
- 1994 : Sanfte Verführer (limité et donné à hauteur de 100 pièces)
- 1995 : Mittwoch is' er fällig - Traumton/Indigo
- 1996 : Objekt der Begierde - Polydor
- 1997 : Die Schlampen sind müde - Polydor
- 1997 : Raritäten - Traumton
- 1998 : Alles Gute - Das Beste von 1992 - 1998 - Polydor
- 1999 : Raritäten 2
- 1999 : Zucker - Polydor
- 1999 : Zuckerschlampen Live - Polydor
- 2000 : Kassengift - Polydor
- 2000 : Stolz der Rose - Das Beste und Mehr - Polydor
- 2001 : Alles Gute Gold-Edition - Polydor
- 2002 : Macht Liebe - Polydor
- 2003 : Live aus Berlin (CD simple ou double)
- 2003 : Ohne Worte - Die Karaoke CD
- 2003 : Kuss der Diebe - Producers Master Cut CD avec des pistes 5.1 dts (Musique pour adultes)
- 2004 : Herz, 2004 - Polydor Island (sous plusieurs versions)
- 2004 : Herz, mit Bonustiteln - Polydor Island
- 2004 : Alles Gute, Neuauflage
- 2004 : Willkommen in unserer Welt (DVD live)
- 2004 : Erwarten se nix - Producers Master Cut CD avec des pistes en 5.1 dts (Musique pour adultes)
- 2005 : Wenn du aufwachst-LP
- 2006 : Das große Leben
- 2008 : Die Suche geht weiter
- 2009 : Gib mir Sonne
- 2011 : Wir sind am leben